# 德岛大学工业短期大学部
德岛大学工业短期大学部（日语：／ Tokushima Daigaku Kōgyō Tanki Daigakubu *），简称德大工短，是过去一所位于日本德岛县德岛市的国立短期大学。

## 概要

### 简介
- 短期大学为于1954年开办[1]、由德岛大学经营。招生到于1993年[2]、停办于1996年。为男女同校从开办。

### 历史
- 1954年 德岛大学工业短期大学部成立并同时设置两个学科、以下列举。
  - 机械科第二部
  - 电气科第二部
- 1958年 土木科第二部成立。
- 1959年 応用化学科第二部成立。
- 1967年 精密机械科第二部成立。
- 1969年 四个学科改名为、以下列举。
  - 机械科→机械工学科第二部
  - 电气科→电气工学科第二部
  - 土木科→ 土木工学科第二部
  - 精密机械科→精密机械工学科第二部
- 1978年 精密机械工学科改编为生産机械工学科第二部。
- 1993年 招生最后、次年停止招生（正式停办于1996年3月31日[2]）。

## 学校环境
- 校区：在了德岛县德岛市[注 1]

## 历任校长
- 児玉桂三：第一代短期大学校长[3]。
- 武田克之：最后短期大学校长[4]。

## 组织

### 学科
- 机械工学科第二部
- 电气工学科第二部
- 土木工学科第二部
- 応用化学科第二部
- 生産机械工学科第二部
- 电子工学科第二部

### 专科
| - 没有 |

### 业余课程
| - 没有 |

## 相关链接
- 日本短期大学列表
- 德岛大学医疗技术短期大学部：已停办